# Bhuban
Bhuban è una città dell'India di 20.134 abitanti, situata nel distretto di Dhenkanal, nello stato federato dell'Orissa. In base al numero di abitanti la città rientra nella classe III (da 20.000 a 49.999 persone).

## Geografia fisica
La città è situata a 20° 52' 60 N e 85° 49' 60 E e ha un'altitudine di 63 m s.l.m..

## Società

### Evoluzione demografica
Al censimento del 2001 la popolazione di Bhuban assommava a 20.134 persone, delle quali 10.399 maschi e 9.735 femmine. I bambini di età inferiore o uguale ai sei anni assommavano a 2.315, dei quali 1.234 maschi e 1.081 femmine. Infine, coloro che erano in grado di saper almeno leggere e scrivere erano 13.707, dei quali 7.902 maschi e 5.805 femmine.